# Сименс Дезиро
„Сименс Дезиро“ е семейство пътнически влакове, произвеждани от компанията „Сименс Мобилити“, подразделение на германския конгломерат Siemens AG.
Предлагат се електрически и дизелови мотриси. Мотрисата „Сименс Дезиро“ има следните модификации: Сименс Дезиро Класик, Сименс Дезиро ML, Сименс Дезиро Сити и Сименс Дезиро Рус (за Русия). Тези влакове се използват предимно за междуградски и регионални съобщения с кратки разстояния.

## Сименс Дезиро в България
През 2005 и 2006 година Български държавни железници започват да експлоатират мотрисите Сименс Дезиро. Доставени са първо 25 броя дизелови мотриси, след това – 25 електрически мотриси. Фирмата „Сименс“ има планове да създаде предприятие в България в град Варна, заедно с БДЖ.
Влаковете Сименс Дезиро в България се движат по следните направления: Варна-Търговище-Павликени-София-Ихтиман-Пловдив-Крумово-Свиленград (електрически мотриси), Асеновград-Пловдив (електрически мотриси), Панагюрище-Пловдив (дизелови мотриси), Царева ливада-Габрово (електрически мотриси), Черквица-Плевен (дизелови мотриси), Банкя-София (електрически мотриси), Радомир-Кюстендил (дизелови мотриси), Карлово-Чернозем-Пловдив-Ихтиман-София (електрически мотриси), Свищов-Левски (дизелови мотриси), София-Перник (електрически мотриси), Подкова-Димитровград (дизелови мотриси), Самуил-Силистра (дизелови мотриси), Горна Оряховица-Полски Тръмбеш-Русе (електрически мотриси), Кардам-Варна (дизелови мотриси), Враца-Мездра (електрически мотрисен влак), Комунари-Шумен (електрически мотриси) и други.

## Оператори на мотрисите Сименс Дезиро
- Австрия (Австрийски железници – ÖBB) – 60 мотриси
- България (Български държавни железници – БДЖ) – 50 (дизелови и електрически)
- Чехия (частна компания Radio Jet) – използва под наем 2 мотриси: наети от немската фирма „Trains Alfa"
- Дания (Датски железници – DSB) – наема 12 мотриси
- Германия (Германски железници – DB) – 305 мотриси
- Гърция (Гръцки железници – OSE) – 8 дизелови мотриси и 20 електрически мотриси
- Унгария (Унгарски железници – MAV) – 31 дизелови мотриси
- Малайзия – 12 електрически мотриси
- Румъния (Румънски железници – CFR) – 120 дизелови мотриси
- Словения (Словенските железници – SZ) – 30 електрически мотриси
- САЩ (Американска железопътна компания Sprinter) – 12 дизелови мотриси

## Сименс Дезиро в Германия
През 2000 г. започва експлоатацията на две дизелови мотриси Сименс Дезиро. Тяхната максимална скорост е 120 km/h. Те се използват по междуградски маршути на къси разстояния. Известни са още с името клас 642. През 2007 г. са закупени двеста тридесет и четири мотриси. Мотрисата Сименс Дезиро има дизелови двигатели Mercedes с мощност от 275 или 315 kW (369 или 422 к.с.) и хидро-механична трансмисия. Влаковете разполагат със сто места, когато са съединени по двойки (две мотриси).

## Галерия
- Мотриса Сименс Дезиро в Троян
- Мотриса Сименс Дезиро в Свищов
- Мотриса Сименс Дезиро в Димитровград
- Сименс Дезиро на гара Черквица
- Електрическа мотриса Сименс Дезиро на гара Лакатник
- Сименс Дезиро в ремонтен цех
- Талига на мотриса Сименс Дезиро
- Сименс Дезиро кабина
- Сименс Дезиро табло